# Armando Riveiro de Aguilar Malda
Armando Riveiro de Aguilar Malda, més conegut com a Armando (nascut el 16 de gener de 1971 a Sopela) és un futbolista basc retirat que jugava com a porter. La major part de la seva carrera la va passar al Cadis CF i posteriorment a l'Athletic Club, club en el qual va retirar-se.
Va guanyar el trofeu Zamora com a porter menys golejat de segona divisió la temporada 2004-05.